# Alpaida sobradinho
Alpaida sobradinho là một loài nhện trong họ Araneidae.
Loài này thuộc chi Alpaida. Alpaida sobradinho được Herbert Walter Levi miêu tả năm 1988.